# Дялу-Маре (Гушоєнь, Вилча)
Дялу-Маре (рум. Dealu Mare) — село у повіті Вилча в Румунії. Входить до складу комуни Гушоєнь.
Село розташоване на відстані 160 км на захід від Бухареста, 48 км на південний захід від Римніку-Вилчі, 48 км на північний схід від Крайови.

## Населення
За даними перепису населення 2002 року у селі проживали 100 осіб, усі — румуни. Усі жителі села рідною мовою назвали румунську.